# The Stiletto
The Stiletto è un cortometraggio muto del 1914 diretto da Arthur Mackley.

## Produzione
Il film venne prodotto dalla Reliance Film Company

## Distribuzione
Distribuito dalla Mutual, il film - un cortometraggio in due bobine - uscì nelle sale cinematografiche statunitensi il 18 aprile 1914.